# Bloomfield (Iowa)
Bloomfield es una ciudad situada en el condado de Davis, en el estado de Iowa, Estados Unidos. Según el censo de 2010 tenía una población de 2.640 habitantes.

## Geografía
Según la Oficina del Censo de los Estados Unidos, la localidad tiene un área total de 5,91 km², de los cuales 5,84 km² corresponden a tierra firme y el restante 0,07 km² a agua, que representa el 1,18% de la superficie total de la localidad.

## Demografía
Según el censo de 2010, había 2640 personas residiendo en la localidad. La densidad de población era de 446,7 hab./km². Había 1259 viviendas con una densidad media de 213,03 viviendas/km². El 98,26% de los habitantes eran blancos, el 0,15% afroamericanos, el 0,15% amerindios, el 0,42% asiáticos, el 0,23% de otras razas, y el 0,8% pertenecía a dos o más razas. El 1,52% de la población eran hispanos o latinos de cualquier raza.